# Etiopia na Mistrzostwach Świata w Lekkoatletyce 2019
Etiopia na Mistrzostwach Świata w Lekkoatletyce 2019 – reprezentacja Etiopii podczas mistrzostw świata w Doha liczyła 33 zawodników.

## Medaliści
| Medal  | Zawodnik         | Konkurencja                   | Rezultat | Data           |
| ------ | ---------------- | ----------------------------- | -------- | -------------- |
| złoto  | Muktar Edris     | bieg na 5000 m                | 12:58,85 | 30 września    |
| złoto  | Lelisa Desisa    | maraton                       | 2:10:40  | 6 października |
| srebro | Letesenbet Gidey | bieg na 10 000 m              | 30:21,23 | 28 września    |
| srebro | Selemon Barega   | bieg na 5000 m                | 12:59,70 | 30 września    |
| srebro | Lamecha Girma    | bieg na 3000 m z przeszkodami | 8:01,36  | 4 października |
| srebro | Mosinet Geremew  | maraton                       | 2:10:44  | 6 października |
| srebro | Yomif Kejelcha   | bieg na 10 000 m              | 26:49,34 | 5 października |
| brąz   | Gudaf Tsegay     | bieg na 1500 m                | 3:54,38  | 5 października |

## Skład reprezentacji

### Kobiety
| Zawodniczka       | Konkurencja                   | Eliminacje | Eliminacje | Półfinał | Półfinał | Finał    | Finał   | Źródło            |
| Zawodniczka       | Konkurencja                   | Wynik      | Pozycja    | Wynik    | Pozycja  | Wynik    | Pozycja | Źródło            |
| ----------------- | ----------------------------- | ---------- | ---------- | -------- | -------- | -------- | ------- | ----------------- |
| Diribe Welteji    | bieg na 800 m                 | 2:02,71    | 17. q      | 2:02,69  | 18.      | NQ       | NQ      | [ 1 ] [ 2 ]       |
| Axumawit Embaye   | bieg na 1500 m                | 4:08,56    | 23.        | NQ       | NQ       | NQ       | NQ      | [ 3 ] [ 4 ] [ 5 ] |
| Lemlem Hailu      | bieg na 1500 m                | 4:05,61    | 7. q       | 4:16,56  | 18.      | NQ       | NQ      | [ 3 ] [ 4 ] [ 5 ] |
| Gudaf Tsegay      | bieg na 1500 m                | 4:08,39    | 21. Q      | 4:01,12  | 4. Q     | 3:54,38  | 3.      | [ 3 ] [ 4 ] [ 5 ] |
| Hawi Feysa        | bieg na 5000 m                | 14:53,85   | 3. Q       | —        | —        | 14:44,92 | 8.      | [ 6 ] [ 7 ]       |
| Tsehay Gemechu    | bieg na 5000 m                | 15:01,57   | 5. Q       | —        | —        | 14:29,60 | 4.      | [ 6 ] [ 7 ]       |
| Fantu Worku       | bieg na 5000 m                | 15:02,74   | 11. q      | —        | —        | 14:40,47 | 6.      | [ 6 ] [ 7 ]       |
| Letesenbet Gidey  | bieg na 10 000 m              | —          | —          | —        | —        | 30:21,23 | 2.      | [ 8 ]             |
| Netsanet Gudeta   | bieg na 10 000 m              | —          | —          | —        | —        | DNF      | DNF     | [ 8 ]             |
| Senbere Teferi    | bieg na 10 000 m              | —          | —          | —        | —        | 30:44,23 | 6.      | [ 8 ]             |
| Ruti Aga          | maraton                       | —          | —          | —        | —        | DNF      | DNF     | [ 9 ]             |
| Shure Demise      | maraton                       | —          | —          | —        | —        | DNF      | DNF     | [ 9 ]             |
| Roza Dejere       | maraton                       | —          | —          | —        | —        | DNF      | DNF     | [ 9 ]             |
| Mekides Abebe     | bieg na 3000 m z przeszkodami | 9:27,61    | 8. q       | —        | —        | 9:25,66  | 11.     | [ 10 ] [ 11 ]     |
| Lomi Muleta       | bieg na 3000 m z przeszkodami | 9:49,28    | 35.        | —        | —        | NQ       | NQ      | [ 10 ] [ 11 ]     |
| Zerfe Wondemagegn | bieg na 3000 m z przeszkodami | 9:40,92    | 22.        | —        | —        | NQ       | NQ      | [ 10 ] [ 11 ]     |
| Yehualeye Beletew | chód na 20 km                 | —          | —          | —        | —        | 1:38:11  | 16.     | [ 12 ]            |

### Mężczyźni
| Zawodnik             | Konkurencja                   | Eliminacje | Eliminacje | Półfinał | Półfinał | Finał    | Finał   | Źródło        |
| Zawodnik             | Konkurencja                   | Wynik      | Pozycja    | Wynik    | Pozycja  | Wynik    | Pozycja | Źródło        |
| -------------------- | ----------------------------- | ---------- | ---------- | -------- | -------- | -------- | ------- | ------------- |
| Teddese Lemi         | bieg na 1500 m                | 3:41,32    | 36. q      | 3:38,79  | 23.      | NQ       | NQ      | [ 13 ] [ 14 ] |
| Samuel Tefera        | bieg na 1500 m                | 3:37:82    | 22. q      | DNF      | DNF      | NQ       | NQ      | [ 13 ] [ 14 ] |
| Selemon Barega       | bieg na 5000 m                | 13:24,69   | 9. Q       | —        | —        | 12:59,70 | 2.      | [ 15 ] [ 16 ] |
| Telahun Haile Bekele | bieg na 5000 m                | 13:20,45   | 2. Q       | —        | —        | 13:02,29 | 4.      | [ 15 ] [ 16 ] |
| Muktar Edris         | bieg na 5000 m                | 13:25,00   | 11. Q      | —        | —        | 12:58,85 | 1.      | [ 15 ] [ 16 ] |
| Abadi Hadis          | bieg na 5000 m                | 13:42,89   | 27.        | —        | —        | NQ       | NQ      | [ 15 ] [ 16 ] |
| Andamlak Belihu      | bieg na 10 000 m              | —          | —          | —        | —        | 26:56,71 | 5.      | [ 17 ]        |
| Hagos Gebrhiwet      | bieg na 10 000 m              | —          | —          | —        | —        | 27:11,37 | 9.      | [ 17 ]        |
| Yomif Kejelcha       | bieg na 10 000 m              | —          | —          | —        | —        | 26:49,34 | 2.      | [ 17 ]        |
| Lelisa Desisa        | maraton                       | —          | —          | —        | —        | 2:10:40  | 1.      | [ 18 ]        |
| Mosinet Geremew      | maraton                       | —          | —          | —        | —        | 2:10:44  | 2.      | [ 18 ]        |
| Mule Wasihun         | maraton                       | —          | —          | —        | —        | DNF      | DNF     | [ 18 ]        |
| Chala Beyo           | bieg na 3000 m z przeszkodami | 8:21,09    | 14. q      | —        | —        | DNF      | DNF     | [ 19 ] [ 20 ] |
| Lamecha Girma        | bieg na 3000 m z przeszkodami | 8:16,64    | 6. Q       | —        | —        | 8:01,36  | 2.      | [ 19 ] [ 20 ] |
| Takele Nigate        | bieg na 3000 m z przeszkodami | 8:38,34    | 38.        | —        | —        | NQ       | NQ      | [ 19 ] [ 20 ] |
| Getnet Wale          | bieg na 3000 m z przeszkodami | 8:12,96    | 1. Q       | —        | —        | 8:05,21  | 4.      | [ 19 ] [ 20 ] |